# Khwae Yai

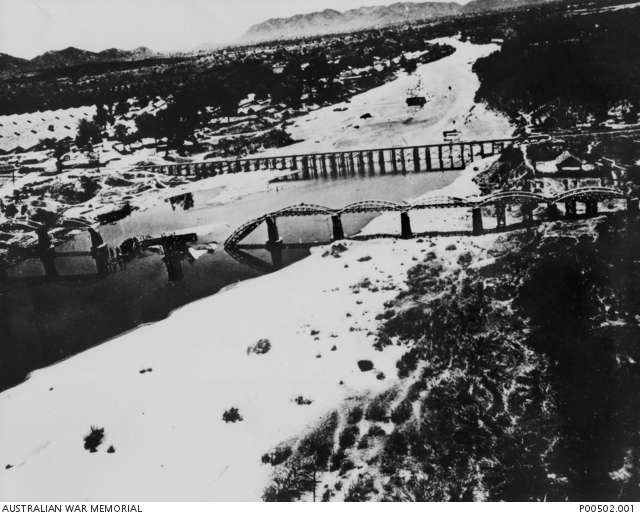
Mosty na rzece Kwhwae Yai po alianckim bombardowaniu w 1945 roku.

Khwae Yai (taj. แม่น้ำแควใหญ่, RTGS: Maenam Khwae Yai, IPA mɛ̂ːnáːm kʰwɛː jàj,często:Kwai Yai) – rzeka w zachodniej Tajlandii o długości 280 kilometrów, która łącząc się z Khwae Noi tworzy w dalszym biegu rzekę Maeklong. Do 1960 r. rzeka Khwae Yai nie istniała jako oddzielna rzeka, ale była częścią rzeki Maeklong.
W latach II wojny światowej na rzece, w pobliżu miasta Kanchanaburi, ok. 3,5 km od ujścia do niej rzeki Khwae Noi, alianccy jeńcy wojenni i azjatyccy przymusowi robotnicy wybudowali dwa równoległe mosty, jeden prowizoryczny drewniany, drugi betonowo-żelazny, stanowiące część Kolei Birmańskiej (Kolej Śmierci).
Budowa mostu przez alianckich jeńców posłużyła pisarzowi Pierre Boulle za tło wydarzeń przedstawionych w powieści Most na rzece Kwai, którą pod tym samym tytułem sfilmował w 1957 David Lean. Pomyłka autora powieści albo zamierzony chwyt literacki spowodowały, że most i obóz jeniecki opisane w powieści jako znajdujące się nad rzeką Kwai (Khwae Noi) faktycznie znajdowały się nad rzeką Maeklong. Rozdźwięk pomiędzy fikcją literacką a rzeczywistością spowodował, że w 1960 roku zmieniono nazwę górnego odcinka rzeki Maeklong, powyżej ujścia do niej rzeki Khwae Noi, na Khwae Yai.